# Malania
Malania é um género botânico pertencente à família Olacaceae.